# Delphinium erlangshanicum
Delphinium erlangshanicum är en ranunkelväxtart som beskrevs av Wen Tsai Wang. Delphinium erlangshanicum ingår i släktet storriddarsporrar, och familjen ranunkelväxter. Inga underarter finns listade i Catalogue of Life.